# 2022年冬季奥林匹克运动会越野滑雪比赛
2022年冬季奧林匹克運動會越野滑雪比賽，是2022年冬季奧林匹克運動會的其中一個比賽大項，於2022年2月5日至20日在中國河北張家口國家越野滑雪中心舉行。比賽共設12個小項，包括6個男子小項和6個女子小項。

## 参赛资格
国际滑雪联合会计划在该大项上分配共296个参赛名额（男女各148个）。每个国家/地区奥委会最多共可派出8名男选手和8名女选手参加该大项，并最多可在一个个人小项上派出四名选手参赛。入选代表团名单的运动员必须符合奥林匹克宪章和国际滑雪联合会的相关规定。
运动员欲达标，必须在2019年7月1日至2022年1月16日进行的至少一场国际滑雪联合会认可赛事中达到相应的积分标准。FIS积分低于100分的选手可参加所有小项的比赛，距离类FIS积分在100至300分间的选手可参加男子15公里/女子10公里项目，竞速类FIS积分在100至300分间的选手可参加个人及团体竞速项目。参加北欧两项或冬季两项的选手也可参加越野滑雪比赛，只要该名选手符合国际滑雪联合会规定的参赛资格并达到相应的FIS积分。如果一个国家/地区奥委会在某一性别上至少有一名运动员达标，则该国家/地区奥委会可保底获得对应性别的一个基础名额。
在2020–21赛季某一性别的国家排名中位列前5名的队伍可在对应性别获得四个额外名额，排名第6至第10名者可获得三个额外名额，排名第11至第20名者可获得两个额外名额。男子排名第21名至第30名，女子排名第21名至第33名者则可在各自性别获得一个额外名额。余下的席位分四轮分配，第一轮为对应性别国家排名前5名各分配一个名额，第二轮为对应性别国家排名前10名各分配一个名额，第三轮为对应性别国家排名前20名各分配一个名额，第四轮则依据国家排名顺次各分配一个名额，直至分完为止。
如果主办国中国在某一性别未能获得四个参赛名额，该国可以在对应性别拥有足够数量达标选手的情况下获得主办国名额，直至在对应性别上凑够四个名额为止。
如果出现未使用的席位，国际滑雪联合会会依第四轮之程序重新分配名额。

## 賽程
以下是越野滑雪项目的具体赛程安排：
| 日期    | 时间  | 项目                     |
| ------- | ----- | ------------------------ |
| 2月5日  | 15:45 | 女子双追逐               |
| 2月6日  | 15:00 | 男子双追逐               |
| 2月8日  | 16:00 | 女子个人竞速自由式       |
| 2月8日  | 16:45 | 男子个人竞速自由式       |
| 2月10日 | 15:00 | 女子10公里古典式         |
| 2月11日 | 15:00 | 男子15公里古典式         |
| 2月12日 | 15:30 | 女子4×5公里接力          |
| 2月13日 | 15:00 | 男子4×10公里接力         |
| 2月16日 | 15:15 | 女子团体竞速古典式       |
| 2月16日 | 16:15 | 男子团体竞速古典式       |
| 2月19日 | 15:00 | 男子50公里集体出发自由式 |
| 2月20日 | 11:00 | 女子30公里集体出发自由式 |

## 奖牌榜
| 排名                | 代表团                      | 金牌 | 銀牌 | 銅牌 | 总计 |
| ------------------- | --------------------------- | ---- | ---- | ---- | ---- |
| 1                   | 挪威（NOR）                 | 5    | 1    | 2    | 8    |
| 2                   | 俄罗斯奥林匹克委员会（ROC） | 4    | 4    | 3    | 11   |
| 3                   | 芬兰（FIN）                 | 1    | 2    | 3    | 6    |
| 4                   | 瑞典（SWE）                 | 1    | 2    | 1    | 4    |
| 5                   | 德国（GER）                 | 1    | 1    | 0    | 2    |
| 6                   | 美国（USA）                 | 0    | 1    | 1    | 2    |
| 7                   | 意大利（ITA）               | 0    | 1    | 0    | 1    |
| 8                   | 奥地利（AUT）               | 0    | 0    | 1    | 1    |
| 8                   | 法国（FRA）                 | 0    | 0    | 1    | 1    |
| 总计（共9个代表团） | 总计（共9个代表团）         | 12   | 12   | 12   | 36   |

## 獎牌得主

### 男子
| 項目                    | 金牌 | 金牌      | 银牌                                                                                              | 银牌      | 铜牌                                                                      | 铜牌      |
| 15公里古典式 （詳細）   | 伊沃·尼斯卡宁 · 芬兰（FIN）                                                                                   | 37:54.8   | 亚历山大·博利舒诺夫 · 俄罗斯奥林匹克委员会（ROC）                                                 | 38:18.0   | 约翰内斯·赫斯弗洛特·克莱博 · 挪威（NOR）                                  | 38:32.3   |
| 30公里雙追逐 （詳細）   | 亚历山大·博利舒诺夫 · 俄罗斯奥林匹克委员会（ROC）                                                             | 1:16:09.8 | 丹尼斯·斯皮佐夫 · 俄罗斯奥林匹克委员会（ROC）                                                     | 1:17:20.8 | 伊沃·尼斯卡宁 · 芬兰（FIN）                                               | 1:18:10.0 |
| 50公里自由式 （詳細）   | 亚历山大·博利舒诺夫 · 俄罗斯奥林匹克委员会（ROC）                                                             | 1:11:32.7 | 伊萬·亞基穆什金 · 俄罗斯奥林匹克委员会（ROC）                                                     | 1:11:38.2 | 西門·赫格斯塔德·克魯格 · 挪威（NOR）                                      | 1:11:39.7 |
| 4×10公里接力 （詳細）   | 俄罗斯奥林匹克委员会（ROC） · 阿列克谢·切尔沃特金 · 亚历山大·博利舒诺夫 · 丹尼斯·斯皮佐夫 · 謝爾蓋·烏斯秋戈夫 | 1:54:50.7 | 挪威（NOR） · 埃米爾·伊韋爾森 · 波爾·戈爾貝格 · 漢斯·克里斯特·霍隆德 · 约翰内斯·赫斯弗洛特·克莱博 | 1:55:57.9 | 法国（FRA） · 里夏尔·茹夫 · 雨果·拉帕呂 · 克萊芒·帕里斯 · 莫里斯·马尼菲卡 | 1:56:07.1 |
| 個人自由式競速 （詳細） | 约翰内斯·赫斯弗洛特·克莱博 · 挪威（NOR）                                                                      | 2:58.06   | 费代里科·佩莱格里诺 · 意大利（ITA）                                                               | 2:58.32   | 亞歷山大·捷連捷夫 · 俄罗斯奥林匹克委员会（ROC）                           | 2:59.37   |
| 團體古典式競速 （詳細） | 挪威（NOR） · 埃里克·瓦尔内斯 · 约翰内斯·赫斯弗洛特·克莱博                                                    | 19:22.99  | 芬兰（FIN） · 伊沃·尼斯卡宁 · 约尼·迈基                                                           | 19:25.45  | 俄罗斯奥林匹克委员会（ROC） · 亚历山大·博利舒诺夫 · 亞歷山大·捷連捷夫     | 19:27.28  |

### 女子
| 項目                    | 金牌 | 金牌      | 银牌                                                                          | 银牌      | 铜牌                                                                      | 铜牌      |
| 10公里古典式 （詳細）   | 特蕾丝·约海于格 · 挪威（NOR）                                                                                 | 28:06.3   | 凯尔图·尼斯卡宁 · 芬兰（FIN）                                                 | 28:06.7   | 克丽丝塔·派尔迈科斯基 · 芬兰（FIN）                                       | 28:37.8   |
| 15公里雙追逐 （詳細）   | 特蕾丝·约海于格 · 挪威（NOR）                                                                                 | 44:13.7   | 纳塔利娅·涅普里亚耶娃 · 俄罗斯奥林匹克委员会（ROC）                           | 44:43.9   | 特雷莎·施塔德勒貝爾 · 奥地利（AUT）                                       | 44:44.2   |
| 30公里自由式 （詳細）   | 特蕾丝·约海于格 · 挪威（NOR）                                                                                 | 1:24:54.0 | 傑茜·迪金斯 · 美国（USA）                                                     | 1:26:37.3 | 凯尔图·尼斯卡宁 · 芬兰（FIN）                                             | 1:27:27.3 |
| 4×5公里接力 （詳細）    | 俄罗斯奥林匹克委员会（ROC） · 尤莉娅·斯图帕克 · 纳塔利娅·涅普里亚耶娃 · 塔季揚娜·索里娜 · 韋羅妮卡·斯捷潘諾娃 | 53:41.0   | 德国（GER） · 嘉芙蓮·紹爾布賴 · 卡塔琳娜·亨尼希 · 維多利亞·卡爾 · 索菲·克雷爾 | 53:59.2   | 瑞典（SWE） · 瑪婭·達爾奎斯特 · 埃芭·安德松 · 弗麗達·卡爾松 · 約娜·松德林 | 54:01.7   |
| 個人自由式競速 （詳細） | 約娜·松德林 · 瑞典（SWE）                                                                                     | 3:09.68   | 瑪婭·達爾奎斯特 · 瑞典（SWE）                                                 | 3:12.56   | 傑茜·迪金斯 · 美国（USA）                                                 | 3:12.84   |
| 團體古典式競速 （詳細） | 德国（GER） · 卡塔琳娜·亨尼希 · 維多利亞·卡爾 ·                                                               | 22:09.85  | 瑞典（SWE） · 瑪婭·達爾奎斯特 · 約娜·松德林                                   | 22:10.02  | 俄罗斯奥林匹克委员会（ROC） · 尤莉娅·斯图帕克 · 纳塔利娅·涅普里亚耶娃     | 22:10.56  |